# Seattle-Tacoma Shipbuilding Corporation
Seattle-Tacoma Shipbuilding Corporation — компания, которая строила корабли для Военно-Морского флота Соединенных Штатов и торгового флота США во время Второй мировой войны.
Верфь существовала с 1920-х годов как часть компании Todd Pacific Shipyards, но закрылась через некоторое время после Первой мировой войны. В 1939 году старая верфь в заливе Начала, была возрождена компанией Todd & Kaiser Shipbuilding благодаря помощи в размере 15 миллионов долларов, предоставленной Военно-морским флотом США для производства судов, так как США ожидали возможного вступления во Вторую Мировую войну.
Корпорация произвела значительное количество судов, от эскортных авианосцев и эсминцев до торговых судов. В День Флота Либерти 27 сентября 1941 года один из первых транспортов типа «Либерти» «SS Fredrick Funston» был спущен на воду.
В 1942 году Todd Pacific Shipyards, Los Angeles Division выкупила холдинг Kaiser Shipyards, и некоторое время спустя компания была преобразована в Todd Dry Dock & Construction, которая в конечном итоге стала Todd Pacific Shipyards. После окончания войны Тодд продал верфь Такомы Военно-Морскому Флоту, который, в свою очередь, продал участок Порту Такомы в 1959 году. Сегодня эта площадка перестраивается, как часть района промышленного развития порта.